# José María Morelos
José María Teclo Morelos Pavón y Pérez (født 30. september 1765, død 22. december 1815) var en mexikansk præst, general og frihedskæmper som var med til at starte dele af den mexikanske uafhængighedskrig mellem (1811 og 1815).